# StureBröd
StureBröd AB var ett bageri i Kristianstad som grundades 1937 av Sture Rosenqvist och gick i konkurs 2021. Bageriet har i huvudsak haft två ägare Sture Rosenqvist och Jan-Åke Svensson. Tillverkningen bestod av matbröd och konditorivaror. Omsättningen var 2007 17,5 miljoner kronor med 16 anställda. Bageriet sålde lokalt inom 5 mils radie från Kristianstad. Kända varumärken var Bjärlövs grova, Gärds hembakta. Sture Rosenqvist startade bageriet som låg på norr i Kristianstad. Bageriet låg nära Praktiska Realskolan och besöktes ofta av eleverna där på raster.

## Ägarbyte och modernisering
Jan-Åke Svensson var bagerichef på Sture Bröd och hade lärt yrket Svenssons bageri i Vinnö, sedan arbetat på Gamla bageriet, som huserade i Kristianstads gamla teater, och sedan före StureBröd på Konsumbagarn. 1966 låg Konsumbagarn där StureBröd senare låg på Västra Storgatan som förr hette Hammarslundsvägen. Sture Rosenqvist som startade StureBröd skulle gå i pension 1977. Hans son Björn Rosenqvist behövde en kompanjon. 1977 köpte Jan Åke Svensson in sig i bageriet och slutade på Konsumbagarn. I början av hans tid hade vissa anställda bagare spritproblem. Bageriet hade inte en enda plastback för bröden utan det var gamla avlagda papperskartonger med olika text. Bageriet skaffade 100 plastbackar för leveranser med  namnet StureBröd på. Då dog Björn Rosenqvist helt plötsligt och mycket oväntat. 1980 köpte han hela bageriet och blev ensam ägare till StureBröd. Bageriet hade  då 15 anställda och en omsättning på ett par miljoner. 1999 då Jan Åke Svensson slutade hade bageriet 22 anställda och en omsättning på 16 miljoner kronor.
Problemen under åren var många. Kommunens dåliga avloppsledningar med fall in mot bageriet gjorde att källaren vattenfylldes. Diskussioner med hälsovårdsnämnden och  kommunen för att ordna avloppet och få bättre miljö inne i bageriet. 1999 var bageriet en modernare arbetsplats och ett naturligt steg skulle vara att bygga nytt men det bär sig inte ekonomiskt. Sture Bröd var ett hantverksmässigt industriellt bageri där bagarna själva ställde bröden på plåtarna. Förr formade bagarna limporna men moderniseringen innebar att limporna kommer färdiga men ställs på plåten manuellt. På StureBröds tredje våning fanns stotra tyg-silos med mjöl, rågsikt och bagerisikt,
StureBröd inte bara bakar bröd utan skivar och paketerar även bröden som sen säljs i butiker i Kristianstad med omnejd.

## Bageriarbetet utvecklas
Bageriarbetet har förändrats och drabbats av en försämring med nattarbetet. Bagarna började tidigare klockan 6 på morgonen till 2 på eftermiddagen. Men detta har förändrats till från 2 på natten och trågare börjar redan klockan 23 och arbetar hela natten. Arbetet är mera maskinellt och stenugnarna har försvunnit. Det var arbetsamt att elda med ved men ugnarna gav bättre bröd. Sturebröd höll fast vid traditionell skållning av mjölet och bageriet gjorde oftast en raskdeg som får vila i fyra timmar innan den knådas. Trågarn har en viktig uppgift på  bageriet om han gör fel förstör det hela baket.
Bageriet  var förskonat från större olyckor. Vid svetsning i källaren på bageriet antändes trossbottnen men branden lyckades man avvärja. En olycka var då bröden inte jäste. I flera dagar fick bageriet slänga ojästa bröd innan man förstod att det var fel på malten.

## Utvecklingen fram till konkursen
Sedan 1999 ägdes bageriet av fyra syskon som alla var delaktiga i företaget. 2015 hade  Sturebröds ekonomi stabiliserats efter att ha vunnit upphandlingar av bröd till flera kommuner. Flera andra mindre bagerier dog när matvarubutikerna började baka bröd själva. Det var centrala beslut i matvarukedjorna att butikerna skulle börja baka bröd själva genom bake off.  Bake off startade i Europa tidigare än i Sverige. Det innebär att brödet bakas de sista minuterna. Degen kommer frusen och färdig, ofta från industrier ute i Europa. Sturebröd främsta fördel är att de lokala varorna är lokalproducerade. Bake off innebar att små bageriers bröd försvann från de exklusiva brödhyllorna. 2014 omsatte StureBröd 25 miljoner kronor med personalstyrkan 23 heltidsarbeten. Bageriet sålde då inom norra Skåne, delar av Blekinge och södra Småland.
StureBröd riktade  sig mot offentlig verksamhet och vann en rad upphandlingar i flera skånska kommuner – däribland Kristianstad där man blev ensam leverantör av alla bröd och bakverk till kommunen. Bageriets ökad omsättningen medförde tätare transporter. Sturebröds bilpark ökade därför med 50 procent under 2010-talet. De gamla lokalerna som StureBröd tog över av Konsumbagaren 1966 gick inte att bygga ut.  Därför siktade bageriet på att flytta från lokalerna man haft sedan 1960-talet till nybyggda lokaler. 2018 blev det klart att bageriet Sturebröd skulle lämna sina lokaler på Söder i Kristianstad. Kommunen köpte bagerifastigheten på Söder samtidigt som man förvärvade mark för 2,8 miljoner vid Ängamöllan i Vä där ett nytt bageri kan byggas. Enligt överenskommelsen fick Stures Bageri hyra fastigheten på Söder av kommunen tills de är redo att flytta produktionen. När StureBröd gjorde noggrannare kostnadsberäkningar blev ett nybygge i Vä för dyrt. Därför flyttades delar av produktionen till Konsumbagarens lokaler på Industrigatan på Näsby industriområde. StureBröd köpte in sig i fastigheten. Flytten planerades till 2019. Då hade omsättning för StureBröd ökat från 18 till 29 miljoner kronor. Lokalerna på söder i Kristianstad hade lager och produktion på tre olika våningar vilket var ineffektivt och även ökade kostnader. Företaget fick svårigheter under pandemin.

## Konkurs och rivning
Den 7 maj 2021 inleddes konkursen för StureBröd vars egentliga namn var Stures Bageri Sture Rosenquist Aktiebolag med säte i Kristianstad. Aktiebolaget grundades 1975, hade en omsättning på 27,1 miljoner kronor i bokslutet i juni 2020 och då redovisades en vinst på 95 000 kronor. Bolaget hade då 25 anställda personer. Sturebröd gick i konkurs efter 84 år som bageri i Kristianstad. Sturebröds tidigare lokaler på söder revs 2023.